# Miklós Cirjenics
Miklós Cirjenics (ur. 11 marca 1990 w Peczu) – węgierski judoka, uczestnik igrzysk olimpijskich w Rio de Janeiro w 2016 roku. Startuje w kategorii wagowej do 100 kg. 

## Życiorys

### Zawody
W 2011 roku był piąty na mistrzostwach Europy U23. Wziął udział w mistrzostwach świata w 2014 roku. 
Zdobył złoty medal w Grand Prix w Zagrzebiu w 2017 roku, brązowy medal w Grand Slam w Baku w 2017 roku, a także brąz na Grand Slam w Tokio w 2017. W 2017 zdobył brązowy medal na IJF Masters w St. Petersburgu.

### Igrzyska olimpijskie
Wziął udział w zawodach w kategorii do 100 kg. Już w pierwszej rundzie przegrał z Niemcem Karlem Freyem.